# 西オーストラリア州首相
西オーストラリア州首相 (Premier of Western Australia) は、オーストラリアの西オーストラリア州の州首相である。

## 一覧
| №  | 氏名                             | 政党                   | 就任           | 退任           |
| -- | -------------------------------- | ---------------------- | -------------- | -------------- |
| 1  | ジョン・フォレスト               |                        | 1890年12月29日 | 1901年2月15日  |
| 2  | ジョージ・スロッセル             |                        | 1901年2月15日  | 1901年5月27日  |
| 3  | ジョージ・リーク                 |                        | 1901年5月27日  | 1901年11月21日 |
| 4  | アルフ・モーガンズ               |                        | 1901年11月21日 | 1901年12月23日 |
|    | ジョージ・リーク （2期目）       |                        | 1901年12月23日 | 1902年7月1日   |
| 5  | ウォルター・ジェームズ           |                        | 1902年7月1日   | 1904年8月10日  |
| 6  | ヘンリー・ダグリッシュ           | オーストラリア労働党   | 1904年8月10日  | 1905年8月25日  |
| 7  | コーンスウェイト・レイソン       |                        | 1905年8月25日  | 1906年5月7日   |
| 8  | ニュートン・ムーア               |                        | 1906年5月7日   | 1910年11月16日 |
| 9  | フランク・ウィルソン             |                        | 1910年11月16日 | 1911年10月7日  |
| 10 | ジョン・スキャダン               | オーストラリア労働党   | 1911年10月7日  | 1916年7月27日  |
|    | フランク・ウィルソン （2期目）   | 西オーストラリア自由党 | 1916年7月27日  | 1917年6月28日  |
| 11 | ヘンリー・レフロイ               | オーストラリア国民党   | 1917年6月28日  | 1917年4月17日  |
| 12 | ハル・コールバッチ               | オーストラリア国民党   | 1917年4月17日  | 1919年5月17日  |
| 13 | ジェームズ・ミッチェル           | オーストラリア国民党   | 1919年5月17日  | 1924年4月16日  |
| 14 | フィリップ・コリアー             | オーストラリア労働党   | 1924年4月16日  | 1930年4月24日  |
|    | ジェームズ・ミッチェル （2期目） | オーストラリア国民党   | 1930年4月24日  | 1933年4月24日  |
|    | フィリップ・コリアー （2期目）   | オーストラリア労働党   | 1933年4月24日  | 1936年8月20日  |
| 15 | ジョン・ウィルコック             | オーストラリア労働党   | 1936年8月20日  | 1945年7月31日  |
| 16 | フランク・ワイズ                 | オーストラリア労働党   | 1945年7月31日  | 1947年4月1日   |
| 17 | ロス・マクラーティ               | オーストラリア自由党   | 1947年4月1日   | 1953年2月23日  |
| 18 | アルバート・ホーク               | オーストラリア労働党   | 1953年2月23日  | 1959年4月2日   |
| 19 | デイヴィッド・ブランド           | オーストラリア自由党   | 1959年4月2日   | 1971年3月3日   |
| 20 | ジョン・トンキン                 | オーストラリア労働党   | 1971年3月3日   | 1974年4月8日   |
| 21 | チャールズ・コート               | オーストラリア自由党   | 1971年3月3日   | 1982年1月25日  |
| 22 | レイ・オコーナー                 | オーストラリア自由党   | 1982年1月25日  | 1983年2月19日  |
| 23 | ブライアン・バーク               | オーストラリア労働党   | 1983年2月19日  | 1988年2月25日  |
| 24 | ピーター・ダウディング           | オーストラリア労働党   | 1988年2月25日  | 1990年2月12日  |
| 25 | カーメン・ローレンス             | オーストラリア労働党   | 1990年2月12日  | 1993年2月16日  |
| 26 | リチャード・コート               | オーストラリア自由党   | 1993年2月16日  | 2001年2月10日  |
| 27 | ジェフリー・ギャロップ           | オーストラリア労働党   | 2001年2月10日  | 2006年1月25日  |
| 28 | アラン・カーペンター             | オーストラリア労働党   | 2006年1月25日  | 2008年9月23日  |
| 29 | コリン・バーネット               | オーストラリア自由党   | 2008年9月23日  | 2017年3月17日  |
| 30 | マーク・マッゴーワン             | オーストラリア労働党   | 2017年3月17日  | 2023年6月8日   |
| 31 | ロジャー・クック                 | オーストラリア労働党   | 2023年6月8日   | 現職           |